# Midrevaux
Midrevaux es una comuna francesa situada en el departamento de Vosgos, en la región de Gran Este.

## Demografía
| 249 | 250 | 240 | 239 | 219 | 213 | 182 |
| Para los censos de 1962 a 1999 la población legal corresponde a la población sin duplicidades (Fuente: INSEE [Consultar]) |     |     |     |     |     |     |